# István Dobi
István Dobi (Pronunciación húngara: [ˈiʃtvaːn ˈdobi]; 31 de diciembre de 1898 – 24 de noviembre de 1968) fue un político húngaro, primer ministro de Hungría de 1948 a 1952.  Fue el primer comunista en asumir el cargo, uniéndose al partido poco después de que hubo tomado el control total del país en 1949.

## Primeros años
Dobi provenía de una pobre familia campesina y nació en Komárom, en el entonces Imperio Austrohúngaro. Finalizó sus estudios en la escuela primaria y en 1916 tuvo contacto con el movimiento campesino. Apoyó la República Soviética Húngara y en 1919 fue encarcelado por primera vez. Tras su liberación, empezó a estar activo en las políticas socialdemócratas y campesinas desde principios de la década de 1920 y puesto baja vigilancia policial. Más tarde trabajó como peón casual y se convirtió en un labrador. A pesar de que no era comunista, fue arrestado varias veces durante la regencia de Miklós Horthy.

## Segunda Guerra Mundial
Durante la Segunda Guerra Mundial fue uno de los líderes de la Resistencia húngara hasta que fue llamado al servicio militar, regresando en el verano de 1945. A finales de la guerra convirtió en un miembro destacado del Partido de los Trabajadores Agrarios, el cual obtuvo la mayoría de los votos en las elecciones generales. Dobi fue miembro de la facción de izquierda de aquel partido, y defendía la cooperación con los comunistas.

## Posguerra
Con el Partido de los Trabajadores Agrarios siendo una parte del gobierno de coalición de posguerra de Hungría, Dobi fue nombrado ministro de agricultura.
Como miembro principal del ala izquierdista de su partido, Dobi aportó algo de legitimidad muy necesitada al dominante gobierno comunista. Debido a su fuerte apoyo a los comunistas, reemplazó a su compañero de partido Lajos Dinnyés como primer ministro en diciembre de 1948, ayudando a presidir sobre la transformación final en un Estado socialista.
En cuanto a las acusaciones de colaboración con el partido, la Nueva Enciclopedia húngara dice: "Tras la expulsión de los rasgos derechistas del Partido de los Trabajadores Agrarios, fue elegido para ser presidente. Su dirección del partido fue purificar los elementos reaccionarios y se convirtió en parte del programa para construir la democracia popular con los comunistas." 
Después de que todos los partidos no comunistas fuesen formalmente disueltos en 1949, Dobi se unió al Partido Comunista de Hungría. En 1952 renunció como primer ministro, debido a que el líder comunista Mátyás Rákosi deseaba el puesto. Dobi fue entonces promovido a Presidente del Consejo Presidencial (presidente de facto de Hungría) de 1952 hasta su jubilación en abril de 1967.  A través de ocupar diversos cargos de alto mando, finalmente se convirtió en el segundo o tercer hombre más poderoso de Hungría. Apoyó el aplastamiento de la Revolución húngara de 1956. Fue ganador del Premio Lenin de la Paz en 1962.
Falleció el 24 de noviembre de 1968 a los 69 años, en Budapest.